# بهرام منصوروف
بهرام مشهدي سليمان باي أوغلو منصوروف (بالأذربيجانية: Bəhram Məşədi Süleyman bəy oğlu Mansurov) - عازف تار، موسيقار من أصل أذربيجاني، فنان الشعب في جمهورية أذربيجان الاشتراكية السوفيتية، عام 1978.

## حياته
ولد بهرام منصوروف في العائلة الثارية من باكو، بتاريخ 12 فبراير، عام 1911.
ولده مشهدي سليمان باي منصوروف كان المحسن وعازف مقام أذربيجاني.
مشهدي سليمان باي، الذي كان مؤدباً بشكل بارع في تار، يقوم بتنظيم المجالس الموسيقية (الاجتماعات) في قصره في المدينة القديمة.
أتم بهرام منصوروف المرحلة الثانوية في 1925.
في عام 1929، تمت دعوته كعازف تار إلى الأوركسترا في دائرة «أذكونسيرت» التي شملت فنانين مشهورين مثل قوربان بيريموف، جبار قارياغدي أوغلو، خان شوشينسكي وغيرهم.
بهرام منصوروف هو ابن مشهدي سليمان باي منصوروف، حفيد مشهدي مليك باي منصوروف ووالد للملحن الأذربيجاني الشهير إلدار منصوروف.
توفي بهرام منصوروف 14 مايو، عام 1984، 74 عاما من عمره.

## إبداعه
عمل بهرام منصوروف في هذه الأوركسترا، سافر الموسيقار مع الأوركسترا في جميع أنحاء أذربيجان وزار العديد من مدن اتحاد الجمهوريات الاشتراكية السوفيتية.
في عام 1932، بمبادرة من عبد مسلم ماقوماييف، بدأ بهرام منصوروف العمل في مسرح أكاديمية دولة أذربيجان للأوبرا والباليه كعازف منفرد ومرافقة.
شارك بهرام منصوروف في عقد الثقافة الأذربيجانية في موسكو، في عام 1938.
خلال فترات الحرب الوطنية العظمى، يعزف منصوروف أمام الجنود والجرحى.
بعد الحرب، حصل الموسيقار على العديد من الجوائز والدبلومات عن عمله.
بمساعدة اليونسكو، تم إصدار اثنين من قرص فونوغراف للموسيقار في عام 1971 و1975، من خلال هذه المنظمة بهرام منصوروف شارك مرارا في الندوات الدولية والحفلات الموسيقية في أوروبا.
كما هو أتحف تاره الشخصي لمتحف أوساكا للعلوم مقرر في مدينة أوساكا باليابانية.
حصل بهرام منصوروف على اسم فنان الشعب في جمهورية أذربيجان الاشتراكية السوفيتية، عام 1978.
في 12 فبراير، عام 2011، بأمر من رئيس الجمهورية الأذربيجانية إلهام علييف، أقيمت احتفال اليوبيل المكرسة للذكرى المئوية لميلاد بهرام منصوروف.

## جوائزه

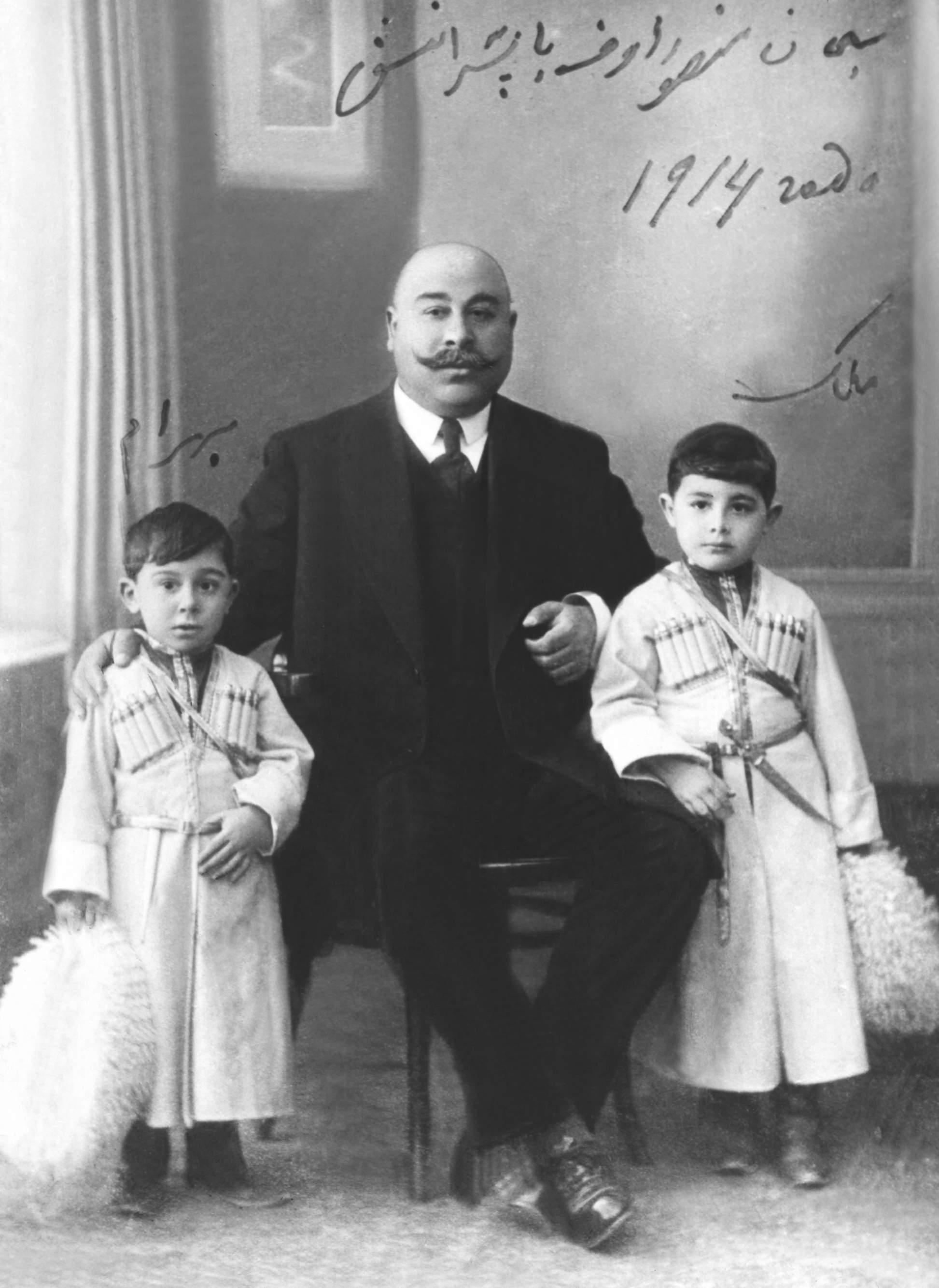
مشهدي سليمان باي منصوروف مع أبنائه - بهرام ونادير،عام 1914

- فنان الشعب في جمهورية أذربيجان الاشتراكية السوفيتية (1978)
- ميدالية للعمل شجاع في الحرب الوطنية العظمى (1945)
- وسام «شرف» (1956)
- وسام «شرف» (1967)
- وسام لحماية القوقاز (1944)
- ميدالية «محارب قديم العنل» (1976)

## وصلات خارجية
- بهرام منصوروف على موقع ميوزك برينز (الإنجليزية)
- بهرام منصوروف على موقع ديسكوغز (الإنجليزية)

https://www.youtube.com/watch?v=LVKr1rnk5k8